# Great Blue Hole

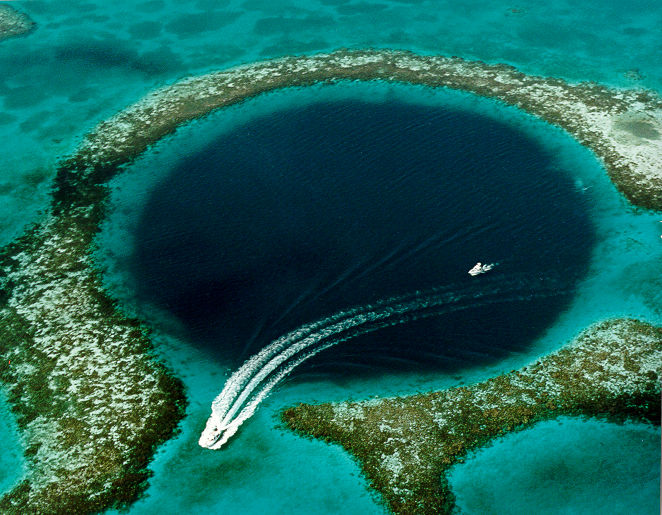
Flygfoto över Great Blue Hole.

Great Blue Hole kallas ett blått hål i Belize barriärrev. Det cirkelrunda hålet är 124 meter djupt och har en diameter på drygt 300 meter. Det är avskärmat från det omgivande havet av korallrev. Great Blue Hole är en mycket populär attraktion för sportdykare. 
Hålet blev välkänt bland sportdykare när Jacques-Yves Cousteau undersökte det 1971 och utnämnde det till en av världens tio bästa dykplatser.